# Ginderdoor (Laarbeek)
Ginderdoor is een buurtschap  in het dorp Mariahout in de gemeente Laarbeek, in de Nederlandse provincie Noord-Brabant. Oorspronkelijk was het een gehucht bij de heerlijkheid Lieshout.

## Etymologie
De betekenis van de naam Ginderdoor moet naar alle waarschijnlijkheid worden gezocht in de doorgang door een moerassige strook daar ter plaatse, dus als ginds kun je er door. De naam Ginderdoor bestond al voor 1311. In een oorkonde van hertog Jan II van Brabant, gedateerd op 12 januari van dat jaar wordt Henric van Ginderdore genoemd als een van de pachters van het goed Jekschot dat aan de hertog in leen wordt gegeven.

## Gemeynt
In vroeger eeuwen lag het gehucht Ginderdoor binnen de gemeynt van Lieshout. Deze gemeynt was op 2 augustus 1311 door de magister van Lieshout en de hertogelijke mannen van Ginderdoor gekocht van hertog Jan II van Brabant. Het bedrag, dat de inwoners voor de gemeynt moesten opbrengen was honderd pond, te betalen bij de aankoop, en vervolgens elk jaar nog een cijns van veertig schellingen. De hertog hield de rechtsmacht over de gemeynt aan zichzelf. Hij verkocht de gemeynt om erfelijk te bezitten, maar gaf toestemming om zoveel grond ter ontginning uit de gemeynt te verkopen, als nodig was om met de opbrengst daarvan de koopsom en de jaarlijkse cijns te kunnen betalen. Het gevolg was, dat al meteen in 1311 een aantal percelen werd uitgegeven. In de eeuwen daarna gebeurde dat met onregelmatige tussenpozen, naargelang de toestand van de dorpskas dat nodig maakte.

## Ontstaan
Over het ontstaan van het gehucht Ginderdoor bestaan twee zienswijzen. Volgens de ene lezing dateert Ginderdoor uit de 13e eeuw, volgens de andere lezing is het gehucht pas een eeuw later ontstaan. De eerste lezing is dat het gebied waarin Ginderdoor is gelegen oorspronkelijk deel uitmaakte van het domein Lieshout. In het noordelijk deel van het domein vestigden zich aan het begin van de 13e eeuw zelfstandige boeren, waarschijnlijk zonen van de horige boeren van het domein die toestemming hadden van de heer van Lieshout. Hierdoor ontstond het gehucht Ginderdoor nabij de slecht doorwaadbare plaats van die naam. Ginderdoor werd vermoedelijk rond 1252 geschonken aan hertog Hendrik III van Brabant, als dank voor zijn bereidwilligheid om zich op te werpen als voogd van het domein. Daarbij droeg de abt van Floreffe de rechtsmacht over Ginderdoor over aan de hertog van Brabant.
Volgens de andere lezing is het gehucht pas ontstaan in de 14e eeuw, na de verkoop van de gemeynt aan de inwoners van Lieshout. In deze zienswijze werd het gehucht Ginderdoor gesticht door de eerste pioniers die zich vestigden op de gronden die meteen na 1311 werden uitgegeven. Omdat het gehucht deel uitmaakte van de gemeynt, had de hertog vanaf het begin de rechtsmacht  over Ginderdoor. Waarom in de akte van 1311 dan gesproken wordt over de hertogelijke mannen van Ginderdoor blijft in deze zienswijze een onbeantwoorde vraag.

## Jurisdictie
In beide lezingen viel Ginderdoor in de 14e eeuw onder jurisdictie van de hertog van Brabant. Deze verpachtte de rechtsmacht over Ginderdoor aan de heer van Aarle-Rixtel. Na de Franse tijd verloor de heer van Aarle-Rixtel zijn heerlijke rechten en kwam er een einde aan de aparte rechtspositie van Ginderdoor binnen Lieshout.

## De Reizende Man

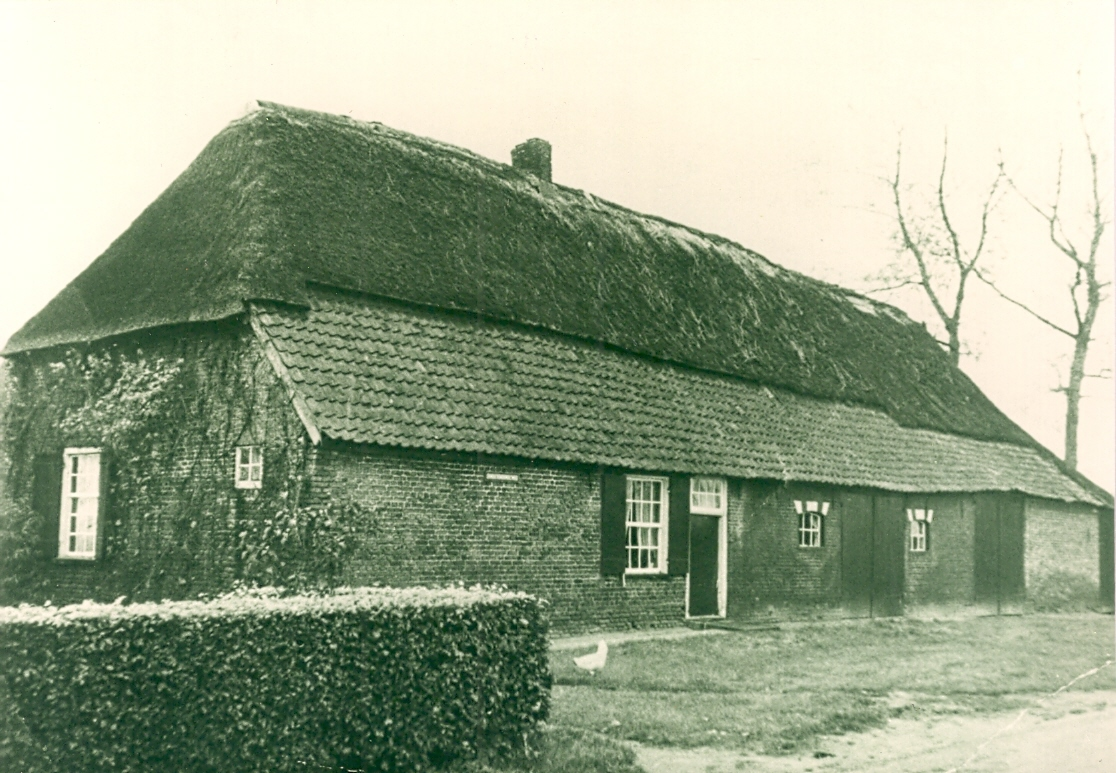
Herberg de Reizende Man.

De oudste ontginning in de gemeynt van Lieshout is het perceel, waarvan als vierde opeenvolgende eigenaar in het cijnsboek van 1331 van de heer van Helmond staat vermeld "Wautgerus filius Petri filii Ymmen de vetere IIII denarii de bonis Weltkini": Woutger de zoon van Peter de zoon van Ymmen, 4 oude penningen uit het goed van Weltken. Het huis, dat op dit perceel werd gebouwd en dat in de loop van de eeuwen meerdere keren werd herbouwd en vernieuwd, was het laatste huis, alvorens men vanuit Lieshout de heidevlakte naar Nijnsel overstak. Het was gunstig gelegen om er een herberg in te beginnen. Deze herberg genaamd de "Reizende Man" is omstreeks 1975 afgebroken.

## De kapel

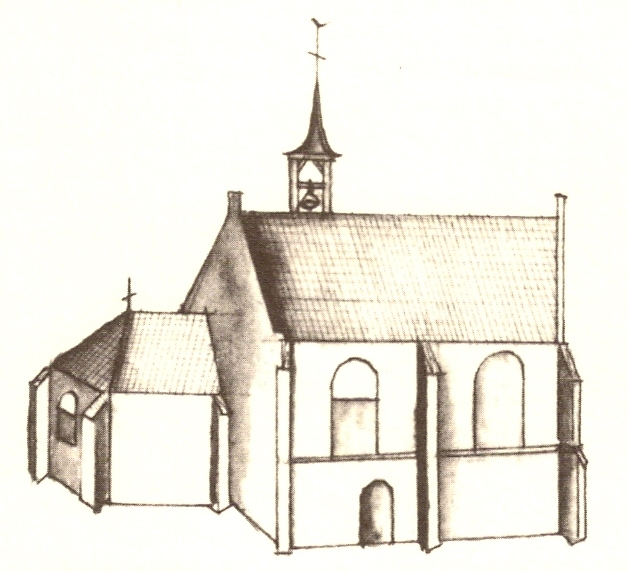
De kapel te Ginderdoor, getekend door Hendrik Verhees.

Ginderdoor was beduidend groter dan de andere gehuchten in Lieshout en lag op grote afstand van de parochiekerk in 't Hof. Zoals destijds in veel van dergelijke gehuchten in Brabant het geval was, besloten de inwoners tot het bouwen van een kapel. De oudste vermelding van deze aan Sint Antonius Abt toegewijde kapel dateert uit 1485. De kapel was 16 meter lang en 9 meter breed en stond met het koor naar de weg gekeerd. De heer van Aarle-Rixtel hield eenmaal per jaar een zitdag in de kapel om vonnissen te wijzen.
Omstreeks 1620 vervaardigde de cartograaf Willebrordus vander Burght in opdracht van Willem Jansz. Bleau een kaart van de Meierij van 's-Hertogenbosch, waarbij hij ook gebruik maakte van oudere, niet altijd gecontroleerde gegevens. Op de kaart van Vander Burght staat onder Lieshout de Ginderdoorse St-Antoniuskapel abusievelijk vermeld als "S. Peters capelle". Deze foutieve benaming is tot in de achttiende eeuw op andere kaarten overgenomen. 
De kapel, die na de vrede van Münster niet meer gebruikt mocht worden voor de katholieke eredienst, raakte geheel in verval. In 1800 is de kapel tijdens een orkaan ingestort. De bouwval is in 1815 afgebroken. Een gedeelte van de stenen en het hout van de kapel werd gebruikt bij de bouw van een veldwachterswoning in het dorp Lieshout.

## Inwoners

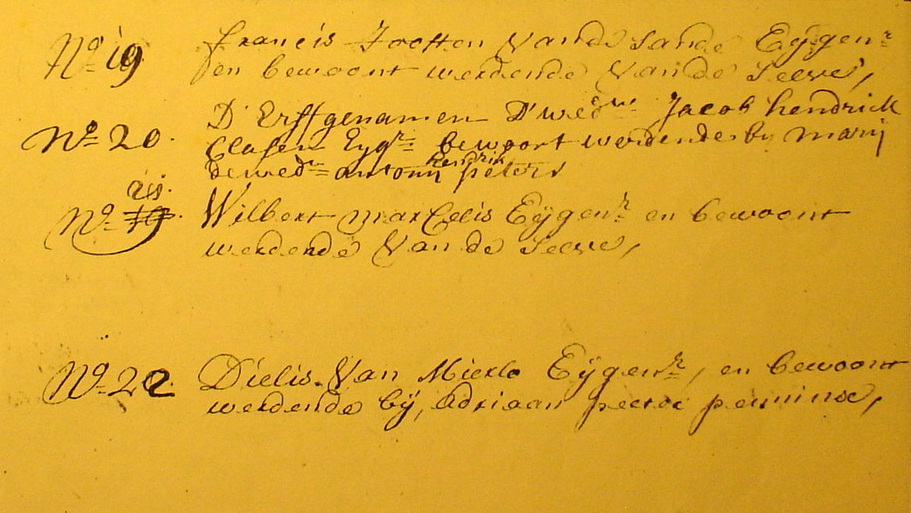
Detail van de huizenlijst van 1736 met correcties.

De huizenlijst van 1736 vermeldt voor Ginderdoor 30 huizen waarvan er twee onbewoond zijn. Het gehucht heeft dan 141 bewoners. Toen de eerste huizenlijst in Lieshout klaar was ontdekte men dat er huizen vergeten waren, waaronder de (latere) nummers 13 en 20 in Ginderdoor. Men heeft die er op de bestaande lijst tussengevoegd en heeft de andere huizen hernummerd. 
Het inwoneraantal bleef eeuwenlang ongeveer constant. Volgens de "Staat der bevolking, gehugt Ginderdoor" uit 1810 telde Ginderdoor in dat jaar 166 inwoners, te weten 62 gehuwden, 5 weduwnaren, 3 weduwen en 96 kinderen. Op 1 kleermaker en 1 linnenwever na vond de gehele bevolking zijn bestaan in de landbouw.

## Van gehucht naar buurtschap
In de tweede helft van de 19de eeuw waren alle gronden uit de gemeynt die met natuurlijke bemesting konden worden ontgonnen verkocht en werd de ontginning gestopt. Tegen het einde van die eeuw werd kunstmest geïntroduceerd. In Lieshout ontstond nu weer belangstelling voor verdere ontginningen, temeer daar de Rijksoverheid hiervoor bijdragen in het vooruitzicht stelde. Op 2 maart 1917 nam de gemeenteraad het principebesluit tot verdere ontginning van de gemeynt. De eerste ontginningsboerderij is die van landbouwer Adrianus Bouwdewijns met een oppervlakte van 12 hectare. De gemeente stelde de heidegrond ter beschikking voor f 150 per hectare, in totaal f 1800. Adrianus Bouwdewijns vroeg als eerste bij de Rijksoverheid een voorschot aan van f 12.000 voor de aankoop van de grond en het bouwen van een boerderij met bijgebouwen. Op 31 mei 1922 werd het verzoek gedeeltelijk gehonoreerd ten bedrage van f 9.600. 
Na een aarzelende beginperiode nam de ontginning in de jaren 1928 – 1929 sterk toe. Door deze nieuwe ontginningen steeg de hoeveelheid cultuurgrond in de gemeente Lieshout uiteindelijk met vijftig procent. De grote bevolkingstoename met de vele kinderrijke gezinnen leidde ertoe dat er een school gebouwd werd en dat er winkels, een smederij, een bakkerij en diverse cafés gevestigd werden. Ginderdoor kreeg zo de allure van een dorp, met als kroon op de ontwikkeling het stichten van een zelfstandige rooms-katholieke parochie in 1932. Het dorp kreeg een eigen kerk, gewijd aan Onze Lieve Vrouw van Lourdes. Pastoor J.R.H. van Eijndhoven, een groot Mariavereerder, wist te bewerkstelligen dat de gemeenteraad in 1933 instemde met de naam Mariahout voor het dorp. De naam Ginderdoor werd behouden, nu echter slechts betrekking hebbende op de oude buurtschap.
Hoofdplaats: Beek en Donk      Dorpen: Aarle-Rixtel · Lieshout · Mariahout

Buurtschappen: Achterbosch · Asdonk · Beemdkant · Bemmer · Broek · Broekkant · Deense Hoek · Donkersvoort · Ginderdoor · Groenewoud · Heereind · Hei · Heikant · 't Hof · Hool · Karstraat · Laar · Strijp

Noord-Brabant: Steden en dorpen      Nederland: Provincies · Gemeenten